# Ogledalce
Ogledalce (с серб. — «Зеркальце») — дебютный студийный альбом сербской певицы Елены Карлеуши, выпущенный 24 апреля 1995 года на лейбле Diskos.

## Об альбоме
На момент записи альбома Карлеуше было всего 16 лет. По словам певицы, большую роль в создании пластинки сыграла её мать, которая смогла найти для дочери 25 000 марок, которые были потрачены на студию и наряды. Также не последнюю роль в становлении Карлеуши-певицы сыграла Драгана Миркович, которая согласилась профинансировать первую запись начинающей исполнительницы. Альбом был выпущен 24 апреля 1995 на лейбле Diskos, единственном, по словам Карлеуши, кто рискнул издать его. Автором обложки стал Бата Патрногич. Впоследствии альбом разошёлся тиражом более чем 100 000 экземпляров, что стало рекордным для югославского дебютанта в то время.

## Список композиций
Автором слов всех песен является Драган Брайович, за исключением «Dala sam ti noć», которую он написал в соавторстве с Сашей Поповичем, и «Da mi nisi drag», автором которой стал Беки Бекич. Музыка и аранжировки — Зоран Тутунович.
| №                   | Название               | Длительность |
| ------------------- | ---------------------- | ------------ |
| 1.                  | «Ogledalce»            | 3:36         |
| 2.                  | «Gde smo pogrešili mi» | 3:07         |
| 3.                  | «Najbolja drugarice»   | 3:16         |
| 4.                  | «Da mi nisi drag»      | 3:22         |
| 5.                  | «Biću tvoja»           | 3:30         |
| 6.                  | «Lagao si, lagao»      | 3:14         |
| 7.                  | «Suze devojačke»       | 3:39         |
| 8.                  | «Dala sam ti noć»      | 3:01         |
| Общая длительность: | Общая длительность:    | 26:44        |

## История релиза
| Регион           | Дата | Лейбл  | Формат                      | Каталожный код |
| ---------------- | ---- | ------ | --------------------------- | -------------- |
| СР Югославия     | 1995 | Diskos | LP                          | LPD — 20001873 |
| СР Югославия     | 1995 | Diskos | Кассета                     | KD 30002152    |
| Европейский союз | 1995 | Pelex  | Кассета                     | PX 725         |
| Болгария         | 1996 | Payner | Кассета                     | LC-9606004     |
| Мир              | 2020 | Diskos | Цифровая загрузка, стриминг | н/д            |